# 스리섬

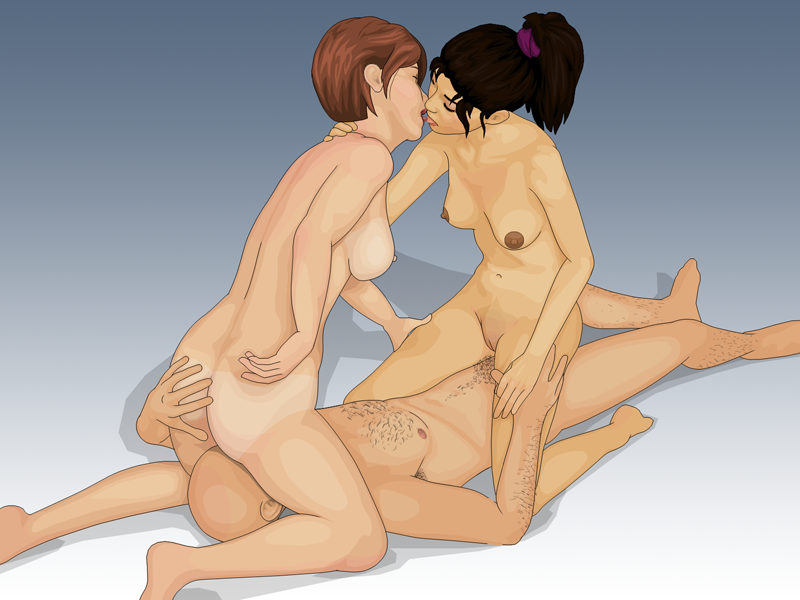
스리섬

스리섬(영어: threesome)은 3명이서 동시에 하는 성행위를 의미한다.

## 같이 보기
- 간통
- 중혼
- 양성애
- 복혼